# サッカーペディア
サッカーペディア（soccerpedia）はサッカーに関する事典を作る計画を行っている英語のウェブサイト。ウィキを使用し、ウィキペディアと似たインターフェースを取っている。グーグルによる出稿で資金を得ている。